# أول ضوء (علم الفلك)

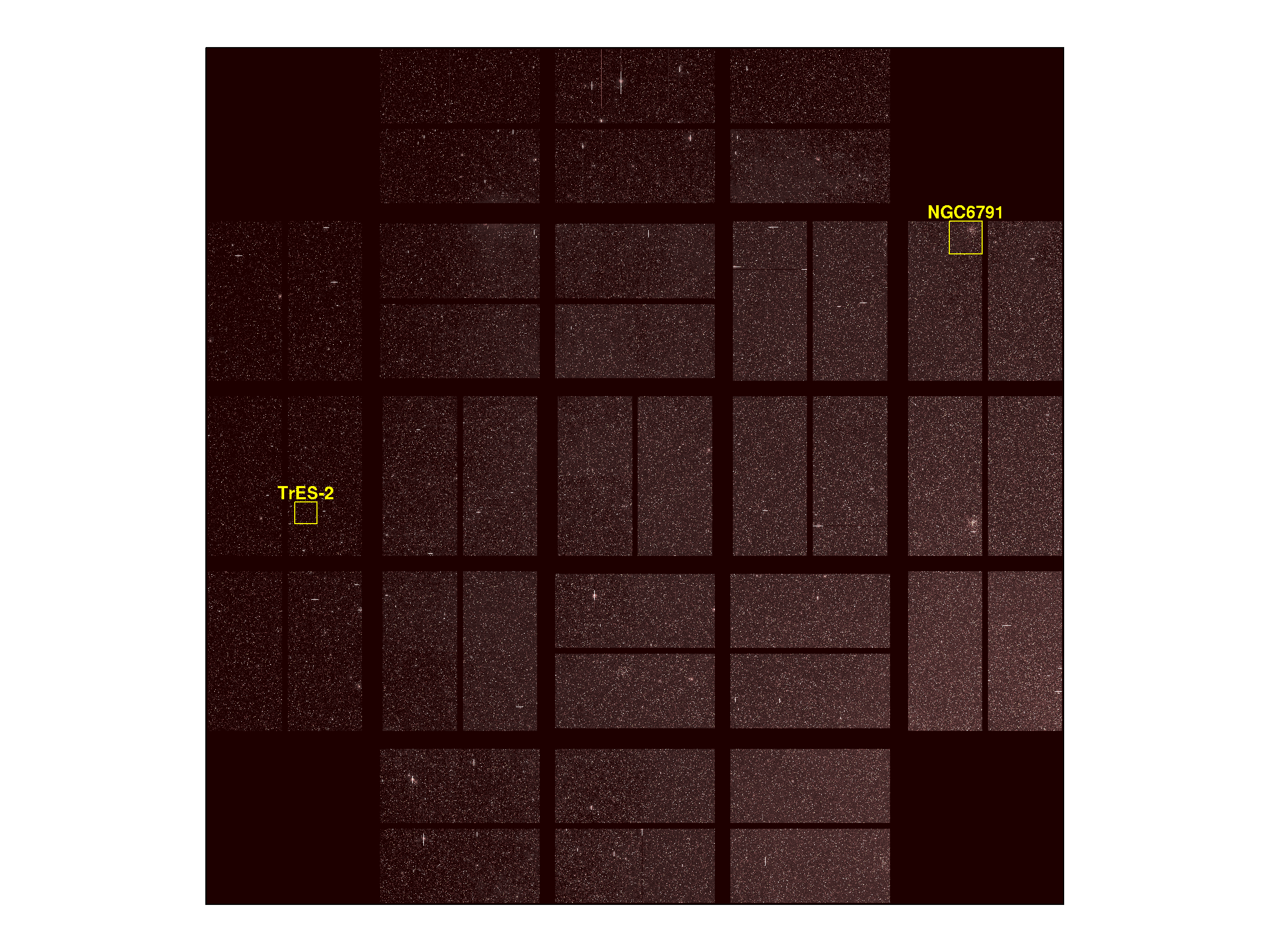
أول صورة ضوئية من المركبة الفضائية كيبلر

في علم الفلك الضوء الأول هو أول استخدام للمقراب (أو، بشكل عام، أداة جديدة) لالتقاط صورة فلكية بعد أن بُنيت. وهذا في كثير من الأحيان ليس أول رصد باستخدام التلسكوب. فربما قد أجريت اختبارات بصرية خلال النهار لضبط المكونات. وعادةً ما تكون صورة الضوء الأول ذات أهمية علمية قليلة، وذات نوعية رديئة نظرا لأن عناصر التليسكوب المختلفة لم تعدل بعد لتحقيق الكفاءة المثلى. وعلى الرغم من ذلك، فإن الضوء الأول هو دائما الحظة المثيرة العظيمة، سواء بالنسبة للأشخاص الذين يصممون أو يبنون التليسكوب وللمجتمع الفلكي، الذين ربما أنتظروا هذه اللحظة لسنوات عديدة في حين كان التلسكوب قيد الإنشاء. وعادة ما يتم اختيار جرم فلكي معروف وبارز كهدف.
على سبيل المثال، رصد مقراب هيل 5.08 متر (200 بوصة) الضوء الأول 26 يناير 1949، واستهداف إن جي سي 2261 (سديم هابل المتغير) ومقراب مصفوفة أميبا أول أستخدام فعلي لة تم في سبتمبر 2006، من خلال مراقبة كوكب المشتري.
وقام مقراب إسحاق نيوتن بإجراءصورتين كأول أستخدام: واحدة في انكلترا في عام 1965 باستخدام المرآة الأصلية، والآخرى في عام 1984 في جزيرة لا بالما وتمت الاخيرة باستخدام كاميرا فيديو التي أظهرت وميض نباض السرطان.

## علم الكون الفيزيائي
في علم الكون الفيزيائي يشير الضوء الأول إلى الضوء المنبعث من الجيل الأول من النجوم الفائقة (جمهرة النجوم الثالثة) التي تشكلت في فترة أقل من مليار سنة بعد الانفجار العظيم، الذي جلب العصور المظلمة إلى نهايتها.

## معرض الصور

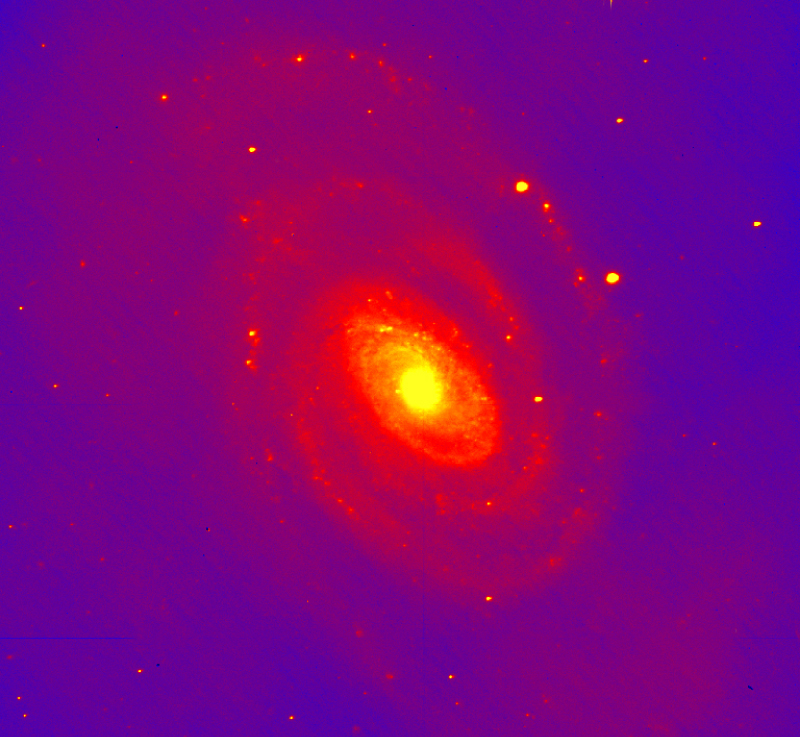
المقراب العظيم يلتقط الصورة للمجرة إن جي سي 5364 باستخدام منظار تحليل طّيف الأجرام المتعددة.
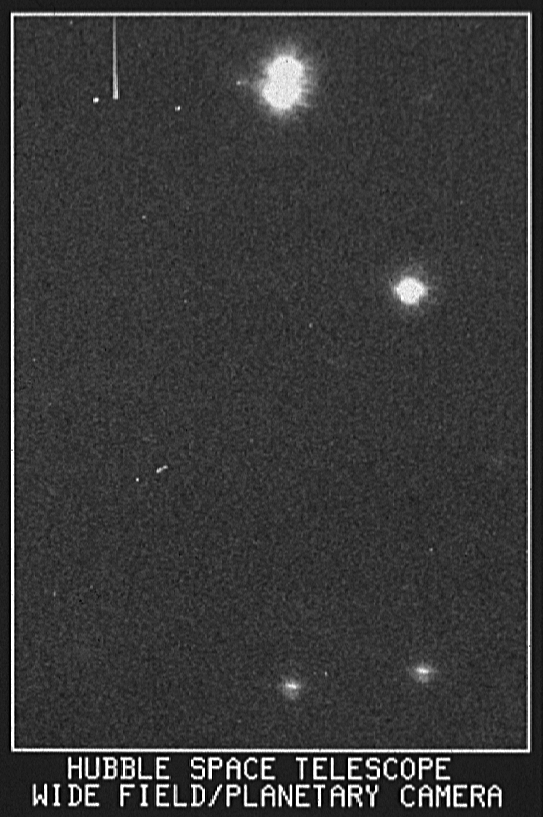
ضوء مرصد هابل الأول باستخدام الكاميرا الكوكبية واسعة المجال
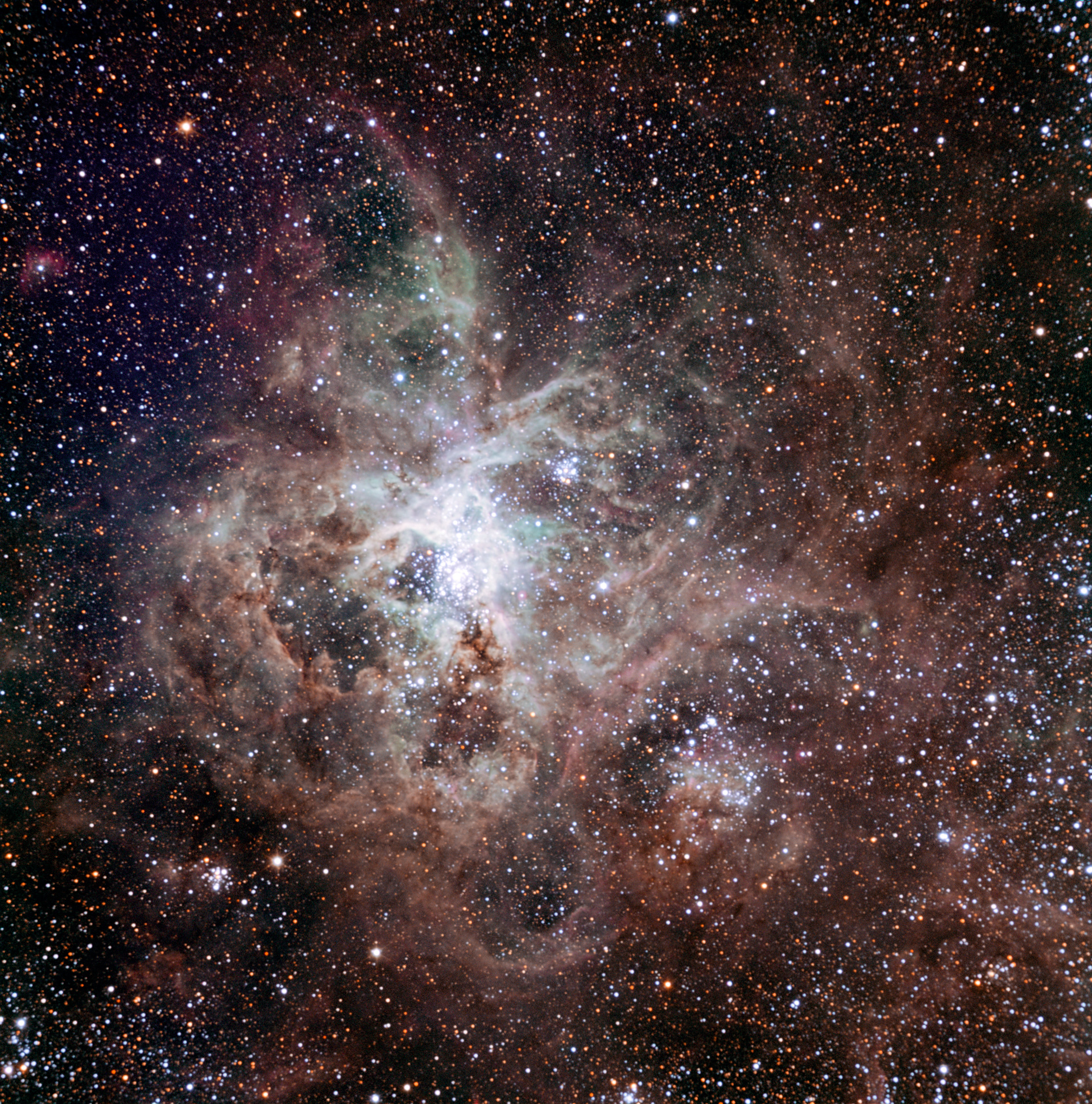
الضوء الأول لسديم العنكبوت من مرصد ترابيست
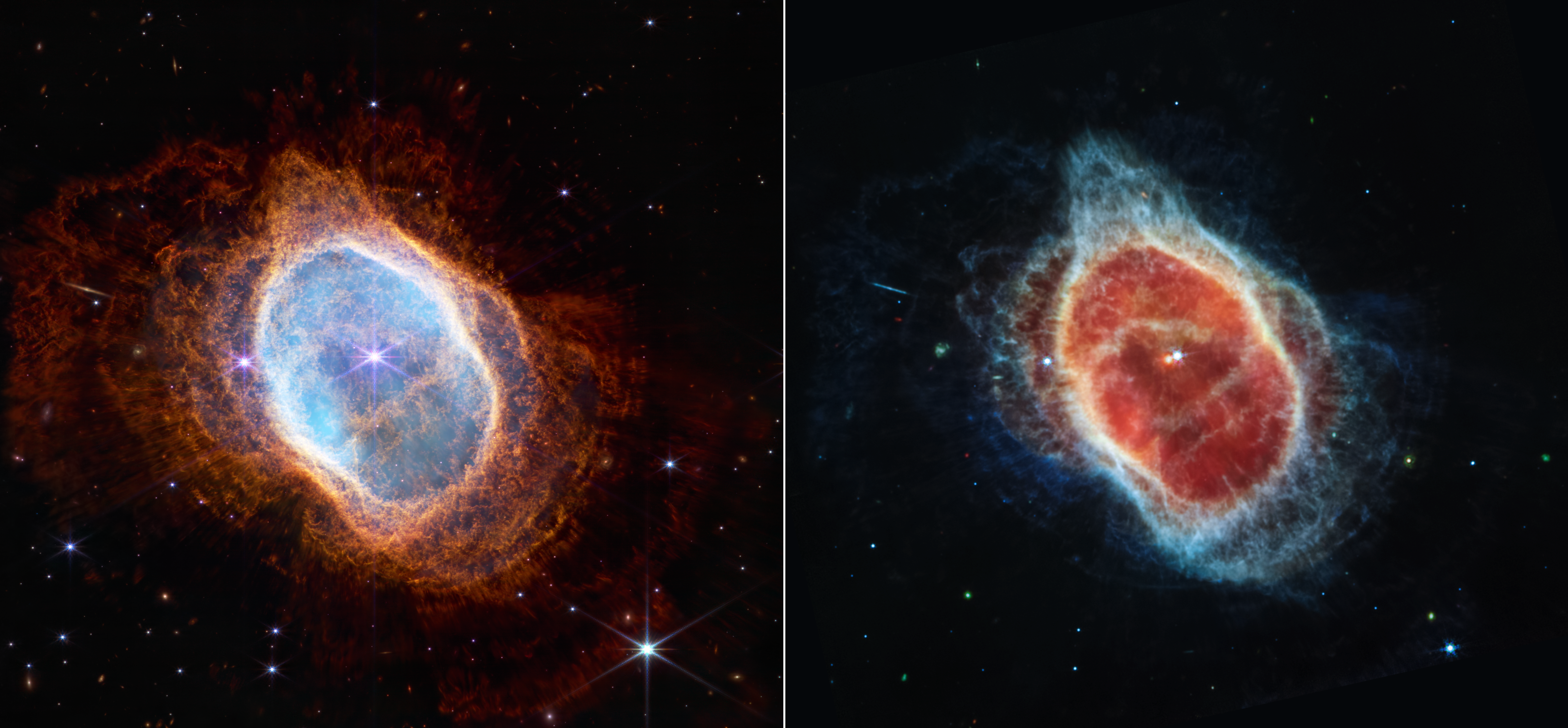
الضوء الأول لسديم الحلقة الجنوبية، التقط الصورة مقراب جيمس ويب الفضائي.